# Gray (chanteur)
Pour les articles homonymes, voir Gray.
Lee Seong-hwa (hangeul: 이성화; né le 8 décembre 1986), connu par son nom de scène Gray (hangeul: 그레이, stylisé GRAY) est un rappeur et producteur sud-coréen signé sous AOMG, un label dirigé par Jay Park et Simon D. Il fait partie du crew VV:D aux côtés des artistes coréens du hip-hop Loco, ELO, Zion.T et Crush.

## Discographie

### Extended plays
- Call Me Gray[1]

### Singles digitaux
- 깜빡 (Blink) (ft. Zion.T & Crucial Star)
- 깜빡 (Blink) Remix (ft. Crush, ELO & Jinbo)[2]
- 하기나 해 (Just Do It) (ft. Loco)[3]
- Summer Night (Remix) (ft. Hoody)[4]

### En tant qu'artiste collaboratif
| Titre                           | Artiste(s)                                                   | Année | Album                                                                     |
| ------------------------------- | ------------------------------------------------------------ | ----- | ------------------------------------------------------------------------- |
| "Drinks Up"                     | Mainstream (ft. Gray)                                        | 2011  | Single digital                                                            |
| "Love, Life, Rap"               | P-Type (ft. Gray)                                            | 2013  | Single digital                                                            |
| "See The Light"                 | Loco (ft. Gray)                                              | 2013  | Single digital                                                            |
| "Wish U Well"                   | Double K (ft. Gray)                                          | 2013  | Nom (놈)                                                                  |
| "Let's Get It On"               | G-Slow (ft. Swings, Gray)                                    | 2013  | Digital single                                                            |
| "A Real Lady"                   | Swings (ft. Beenzino, Zion.T, Gray)                          | 2013  | Digital single                                                            |
| "Invincible (못 이겨)"          | Swings (ft. Gray)                                            | 2013  | Digital single                                                            |
| "Victorious 2 (이겨낼거야 2)"   | Swings (ft. Gray)                                            | 2014  | Mood Swings II, Pt. 1: Major Depression (감정기복 II, Pt. 1: 주요 우울증) |
| "No Manners (무례하게)"         | Loco (ft. Gray)                                              | 2014  | Locomotive                                                                |
| "If I (좋겠어)"                 | Loco (ft. Gray)                                              | 2014  | Locomotive                                                                |
| "Lucid Dream (자각몽)"          | Wutan (ft. Gray)                                             | 2014  | Single digital                                                            |
| "Whatever You Do"               | Crush (ft. Gray)                                             | 2014  | Crush On You                                                              |
| "Evolution"                     | Jay Park (ft. Gray)                                          | 2014  | Evolution                                                                 |
| "Metronome"                     | Jay Park (ft. Simon Dominic, Gray)                           | 2014  | Evolution                                                                 |
| "Success Crazed (미친놈)"       | Jay Park (ft. Simon Dominic, Trinidad James, Loco, Gray)     | 2014  | Evolution                                                                 |
| "Parachute"                     | ELO (ft. Gray)                                               | 2014  | Single digital                                                            |
| "Parachute [Cool Summer Remix]" | ELO (ft. Gray)                                               | 2015  | Single digital                                                            |
| "Respect"                       | Loco (ft. Gray)                                              | 2015  | Single digital                                                            |
| "Awesome"                       | Loco (ft. Gray)                                              | 2015  | Single digital                                                            |
| "My Last"                       | Jay Park (ft. Loco, Gray)                                    | 2015  | Worldwide                                                                 |
| "Don't Try Me"                  | Jay Park (ft. Ugly Duck, Gray)                               | 2015  | Worldwide                                                                 |
| "이제는 떳떳하다"               | TakeOne (ft. Gray, Crucial Star, Black Gosi, MC Meta, Lolly) | 2015  | Single digital                                                            |
| "You Always (넌 언제나)"        | Simon D (ft. Hoody, Gray)                                    | 2016  | Two Yoo Project Sugar Man                                                 |
| "Always On My Grind"            | AOMG                                                         | 2016  | Follow The Movement Tour                                                  |
| "GOOD"                          | Loco & Gray (ft. ELO)                                        | 2016  | Single digital                                                            |
| "Comfortable"                   | One, Gray, Simon Dominic                                     | 2016  | Show Me the Money 5                                                       |
| "DAY N NIGHT"                   | ELO (ft. Gray)                                               | 2016  | 8 Femmes                                                                  |

### En tant que producteur
| Titre                                                                | Artiste                                                  | Année | Album                                                                     |
| -------------------------------------------------------------------- | -------------------------------------------------------- | ----- | ------------------------------------------------------------------------- |
| "I'm Her"                                                            | KittiB                                                   | 2012  | Single digital                                                            |
| "Hongdae Blues (홍대 블루스)"                                        | Stello (ft. Rbii)                                        | 2012  | Single digital                                                            |
| "Plastic Girl"                                                       | Stello (ft. Jeongbo)                                     | 2012  | Single digital                                                            |
| "The Way Home"                                                       | Stello (ft. Yoon Hyeon-jun)                              | 2012  | Single digital                                                            |
| "You're Not A Lady"                                                  | Jerry.K (ft. Zion.T)                                     | 2012  | True Self                                                                 |
| "Red Dress"                                                          | Crush                                                    | 2012  | Single digital                                                            |
| "Without You"                                                        | Infinite H (ft. Zion.T)                                  | 2013  | Fly High                                                                  |
| "Invincible (못 이겨)"                                               | Swings (ft. Gray)                                        | 2013  | #1, Vol. 2                                                                |
| "Are You Listening? (듣고 있어?)"                                    | Swings                                                   | 2013  | #1, Vol. 2                                                                |
| "Blur"                                                               | ELO (ft. Loco)                                           | 2013  | Single digital                                                            |
| "Two Melodies (뻔한 멜로디)"                                         | Zion.T (ft. Crush)                                       | 2013  | Red Light                                                                 |
| "Click Me"                                                           | Zion.T (ft. Dok2)                                        | 2013  | Red Light                                                                 |
| "Parachute"                                                          | ELO (ft. Gray)                                           | 2013  | Single digital                                                            |
| "Take Care"                                                          | Loco (ft. Park Na-rae de Spica)                          | 2013  | Single digital                                                            |
| "Love, Life, Rap"                                                    | P-Type (ft. Gray)                                        | 2013  | Single digital                                                            |
| "A Real Lady"                                                        | Swings (ft. Beenzino, Zion.T, Gray)                      | 2013  | Single digital                                                            |
| "Feel Like I'm Back (우울증)"                                        | Crucial Star                                             | 2013  | Drawing #2: A Better Man                                                  |
| "Good Vibes Only"                                                    | Dok2 (ft. Gray)                                          | 2013  | Ruthless, the Album                                                       |
| "No More (G-Mix)"                                                    | Dok2 (ft. Crush, Loco)                                   | 2013  | Ruthless, the Album                                                       |
| "Wish U Well"                                                        | Double K (ft. Gray)                                      | 2013  | Nom (놈)                                                                  |
| "If I Were U"                                                        | Yoon Dae-jang                                            | 2013  | Single digital                                                            |
| "See The Light"                                                      | Loco (ft. Gray)                                          | 2013  | Single digital                                                            |
| "Let's Get It On"                                                    | G-Slow (ft. Swings, Gray)                                | 2013  | Single digital                                                            |
| "Shower Later"                                                       | Gary                                                     | 2014  | Mr. Gae                                                                   |
| Mizuno CF                                                            | Gary                                                     | 2014  | Publicité                                                                 |
| "Victorious 2 (이겨낼거야 2)"                                        | Swings (ft. Gray)                                        | 2014  | Mood Swings II, Pt. 1: Major Depression (감정기복 II, Pt. 1: 주요 우울증) |
| "Major Depression (주요 우울증)"                                     | Swings (ft. Lovey)                                       | 2014  | Mood Swings II, Pt. 1: Major Depression (감정기복 II, Pt. 1: 주요 우울증) |
| "Hot Summer"                                                         | B-Free                                                   | 2014  | Hot Summer                                                                |
| "Metronome"                                                          | Jay Park (ft. Simon Dominic, Gray)                       | 2014  | Single digital                                                            |
| "Go Hard"                                                            | Illionaire Records (ft. Zion.T)                          | 2014  | Single digital                                                            |
| "Whatever You Do"                                                    | Crush (ft. Gray)                                         | 2014  | Crush On You                                                              |
| "Give It To Me"                                                      | Crush (ft. Jay Park, Simon Dominic)                      | 2014  | Crush On You                                                              |
| "As You Are Living Your Life (살다가보면)"                           | Jung In                                                  | 2014  | High School King of Savvy OST Part.2                                      |
| "NaNa"                                                               | Jay Park                                                 | 2014  | Single digital                                                            |
| "Pool Party"                                                         | Swings (ft. Yoon Jong-shin, Seulong, G.NA)               | 2014  | Single digital                                                            |
| "The Promise"                                                        | Jay Park                                                 | 2014  | Single digital                                                            |
| "Taekwondo"                                                          | Jay Park                                                 | 2014  | Single digital                                                            |
| "A Real Man"                                                         | Swings & Ailee                                           | 2014  | Single digital                                                            |
| "Evolution"                                                          | Jay Park (ft. Gray)                                      | 2014  | Evolution                                                                 |
| "Who The F*ck is U"                                                  | Jay Park (ft. TakeOne, B-Free)                           | 2014  | Evolution                                                                 |
| "Success Crazed (미친놈)"                                            | Jay Park (ft. Simon Dominic, Trinidad James, Loco, Gray) | 2014  | Evolution                                                                 |
| "Lucid Dream (자각몽)"                                               | Wutan (ft. Gray)                                         | 2014  | Single digital                                                            |
| "Hands Up (손바닥을 보여줘)"                                         | Loco (ft. Crush)                                         | 2014  | Locomotive                                                                |
| "Hold Me Tight (감아)"                                               | Loco (ft. Crush)                                         | 2014  | Locomotive                                                                |
| "You Don't Know (니가 모르게)"                                       | Loco                                                     | 2014  | Locomotive                                                                |
| "Thinking About You (자꾸 생각나)"                                   | Loco (ft. Jay Park)                                      | 2014  | Locomotive                                                                |
| "No Manners (무례하게)"                                              | Loco (ft. Gray)                                          | 2014  | Locomotive                                                                |
| "If I (좋겠어)"                                                      | Loco (ft. Gray)                                          | 2014  | Locomotive                                                                |
| "Your Love"                                                          | ELO (ft. The Quiett)                                     | 2015  | Single digital                                                            |
| "Alright"                                                            | Shinhwa                                                  | 2015  | We                                                                        |
| "All I Got Time For"                                                 | Jay Park                                                 | 2015  | Single digital                                                            |
| "Unpretty Dreams"                                                    | Jessi                                                    | 2015  | Unpretty Rapstar                                                          |
| "Ayo"                                                                | Lydia Paek                                               | 2015  | Single digital                                                            |
| "Sex Trip"                                                           | Jay Park                                                 | 2015  | Single digital                                                            |
| "MOMMAE (몸매)"                                                      | Jay Park                                                 | 2015  | Single digital                                                            |
| "Whatever"                                                           | Ugly Duck (ft. Mayson the Soul, U-Turn)                  | 2015  | Single digital                                                            |
| "Respect"                                                            | Loco (ft. Gray)                                          | 2015  | Single digital                                                            |
| "Won & Only"                                                         | Simon Dominic (ft. Jay Park)                             | 2015  | Won & Only                                                                |
| "Simon Dominic (사이먼 도미닉)"                                      | Simon Dominic                                            | 2015  | Won & Only                                                                |
| "Money Don't Lie (돈은 거짓말 안 해) (Re-mastered)"                  | Simon Dominic                                            | 2015  | Won & Only                                                                |
| "Lonely Night (GRAY Remix)                                           | Simon Dominic (ft. ELO)                                  | 2015  | Won & Only                                                                |
| "Respect"                                                            | Sik-k, Lilboi, Geegoin (ft. Loco, Gray, DJ Pumkin)       | 2015  | Show Me the Money 4                                                       |
| "Awesome"                                                            | Loco (ft. Gray, Jay Park)                                | 2015  | Awesome                                                                   |
| "We Up There 2"                                                      | Loco (ft. CJamm, Jay Park)                               | 2015  | Awesome                                                                   |
| "ON IT + BO$$"                                                       | Lil Boi                                                  | 2015  | Show Me the Money 4                                                       |
| "Don't Try Me"                                                       | Jay Park (ft. Ugly Duck, Gray)                           | 2015  | Worldwide                                                                 |
| "MOMMAE (remix)"                                                     | Jay Park (ft. Crush, Simon Dominic, Honey Cocaine)       | 2015  | Worldwide                                                                 |
| "On It"                                                              | Jay Park (ft. DJ Wegun)                                  | 2015  | Worldwide                                                                 |
| "Seattle 2 Seoul"                                                    | Jay Park                                                 | 2015  | Worldwide                                                                 |
| "In This B*tch"                                                      | Jay Park                                                 | 2015  | Worldwide                                                                 |
| "Eat, Pray, Love"                                                    | Dynamic Duo                                              | 2015  | Grand Carnival                                                            |
| "Watch"                                                              | Swings (ft. Black Nut)                                   | 2015  | Levitate                                                                  |
| "Re:Birth/A Piece of Cake (누워서 떡 먹기)"                          | Ugly Duck & DJ Wegun                                     | 2015  | Single digital                                                            |
| "Lonely Night"                                                       | Gary (ft. Gaeko)                                         | 2015  | Single digital                                                            |
| "Always On My Grind"                                                 | AOMG                                                     | 2016  | Follow The Movement Tour                                                  |
| "Bad Vibes Lonely"                                                   | Dok2 (ft. Dean)                                          | 2016  | Single digital                                                            |
| "You Always (넌 언제나)"                                             | Simon Dominic (ft. Hoody, Gray)                          | 2016  | Two Yoo Project Sugar Man                                                 |
| "Like You"                                                           | Hoody                                                    | 2016  | Single digital                                                            |
| "Heartbreak Hotel"                                                   | Tiffany Hwang (ft. Simon Dominic)                        | 2016  | Single digital                                                            |
| "GOOD"                                                               | Loco & Gray (ft. ELO)                                    | 2016  | Single digital                                                            |
| "Not The Same Person You Used To Know (니가 알던 내가 아냐)"         | BewhY, G2, One (ft. Simon Dominic)                       | 2016  | Show Me the Money 5                                                       |
| "Comfortable"                                                        | One, Gray, Simon Dominic                                 | 2016  | Show Me the Money 5                                                       |
| "Forever"                                                            | BewhY                                                    | 2016  | Show Me the Money 5                                                       |
| "Day Day"                                                            | BewhY (ft. Jay Park)                                     | 2016  | Show Me the Money 5                                                       |
| "Not The Same Person You Used To Know (니가 알던 내가 아냐) [Remix]" | Jay Park & Ugly Duck (ft. Loco, Dayday, Simon Dominic)   | 2016  | Scene Stealers                                                            |
| "ROSE"                                                               | ELO                                                      | 2016  | 8 Femmes                                                                  |
| "The End"                                                            | ELO (ft. Paloalto)                                       | 2016  | 8 Femmes                                                                  |
| "DAY N NIGHT"                                                        | ELO (ft. Gray)                                           | 2016  | 8 Femmes                                                                  |
| "Parachute [Cool Summer Remix]"                                      | ELO (ft. Gray)                                           | 2016  | 8 Femmes                                                                  |
| "Angel"                                                              | ELO (ft. Simon Dominic)                                  | 2016  | 8 Femmes                                                                  |

## Filmographie

### Cinéma (bande originale de film)
- 2023 : Ballerina (발레리나) de Lee Chung-hyun

### Télévision
| Année                     | Programme     | Chaîne                                                    | Notes                                        |
| ------------------------- | ------------- | --------------------------------------------------------- | -------------------------------------------- |
| 2014                      | 4 Things Show | Mnet                                                      | Épisode 2                                    |
| 2014                      | Mix and Match | Mnet                                                      | Juge, épisode 5                              |
| 2015                      | Radio Star    | MBC                                                       | Invité, épisode 447 avec Seulgi (Red Velvet) |
| 2016                      |               |                                                           |                                              |
| K-pop Planet              | KBS           | DJ, épisode 30                                            |                                              |
| Two Yoo Project Sugar Man | JTBC          | Invité, épisode 23                                        |                                              |
| Show Me The Money 5       | Mnet          | Producteur avec Simon Dominic                             |                                              |
| SNL Korea                 | tvN           | Présentateur, épisode 154                                 |                                              |
| Radio Star                | MBC           | Invité, épisode 491 avec Zico, Lee Sun-bin, Simon Dominic |                                              |